# Hrvatski nogometni kup 2011-2012
La Hrvatski nogometni kup 2011./12. (coppa croata di calcio 2011-12) fu la ventunesima edizione della coppa nazionale croata, fu organizzata dalla Federazione calcistica della Croazia e fu disputata dal agosto 2011 al maggio 2012.
Il detentore era la Dinamo Zagabria, che in questa edizione si ripeté: fu il suo dodicesimo titolo nella competizione, la sua diciannovesima coppa nazionale contando anche le sette della Coppa di Jugoslavia.
Dato che la Dinamo vinse anche il campionato, il posto in UEFA Europa League 2012-2013 andò alla finalista sconfitta, l'Osijek.

## Formula e partecipanti
Alla competizione parteciparono le migliori squadre delle divisioni superiori, con la formula dell'eliminazione diretta. I primi turni erano a gara singola, mentre quarti, semifinali e finale erano ad andata e ritorno.
Al turno preliminare accedono le squadre provenienti dalle  Županijski kupovi (le coppe regionali): le 21 vincitrici più le finaliste delle 11 coppe col maggior numero di partecipanti.
Le prime 16 squadre del ranking quinquennale di coppa (63 punti alla vincitrice della coppa, 31 alla finalista, 15 alle semifinaliste, 7 a quelle che hanno raggiunto i quarti, 3 a quelle eliminate agli ottavi, 1 se eliminate ai sedicesimi) sono ammesse di diritto ai sedicesimi di finale.

### Ammesse di diritto ai sedicesimi di finale
Le prime 16 squadre (coi punti) del ranking 2005-2010 entrano di diritto nei sedicesimi della Coppa 2011-12 (il Kamen Ingrad ha cessato l'attività nel 2008):
- 1 Dinamo Zagabria (207)
- 2 Hajduk Spalato (155)
- 3 Rijeka (91)
- 4 Varaždin (65)
- 5 Slaven Belupo (59)
- 6 NK Zagabria (45)
- 7 Sebenico (39)
- 8 Cibalia (33)
- 9 Inter Zaprešić (23)
- 10 Osijek (21)
- 11 Kamen Ingrad (20)
- 12 Pomorac (19)
- 13 Segesta (16)
- 14 Vinogradar (11)
- 15 Konavljanin Čilipi (11)
- 16 HAŠK 1903 (10)
- 17 Hrvatski Dragovoljac (9)

### Le finali regionali
Le Županijski kupovi (le coppe regionali) 2010-2011 hanno qualificato le 32 squadre (segnate in giallo) che partecipano al turno preliminare della Coppa di Croazia 2011-12. Si qualificano le 21 vincitrici più le finaliste delle 11 coppe col più alto numero di partecipanti.
| Zona                                    | Regione                       | Vincitore        | Finalista     | Risultato     |
| OVEST                                   |                               |                  |               |               |
| --------------------------------------- | ----------------------------- | ---------------- | ------------- | ------------- |
| OVEST                                   | Regione istriana              | Istria 1961      | Rudar Labin   | 1–1 (?-? dtr) |
| OVEST                                   | Regione litoraneo-montana     | Opatija          | ?             | ?             |
| OVEST                                   | Regione della Lika e di Segna | Novalja          | ?             | ?             |
| CENTRO                                  |                               |                  |               |               |
| Città di Zagabria                       | Rudeš                         | Radnik Sesvete   | ?             |               |
| Regione di Zagabria                     | Strmec Bedenica               | Vrbovec          | ?             |               |
| Regione di Krapina e dello Zagorje      | Radoboj                       | ?                | ?             |               |
| Regione di Karlovac                     | Karlovac                      | ?                | ?             |               |
| Regione di Sisak e della Moslavina      | Moslavina                     | Mladost Petrinja | ?             |               |
| NORD                                    |                               |                  |               |               |
| Regione di Virovitica e della Podravina | Slatina                       | ?                | ?             |               |
| Regione di Koprivnica e Križevci        | Koprivnica                    | Podravac Virje   | ?             |               |
| Regione del Međimurje                   | Dinamo Palovec                | Međimurje        | ?             |               |
| Regione di Varaždin                     | Rudar 47 Donje Ladanje        | Plitvica Gojanec | ?             |               |
| Regione di Bjelovar e della Bilogora    | Mladost Ždralovi              | ?                | ?             |               |
| EST                                     |                               |                  |               |               |
| Regione di Osijek e della Baranja       | BSK Bijelo Brdo               | Belišće          | ?             |               |
| Regione di Vukovar e della Sirmia       | Fruškogorac Ilok              | Jadran Gunja     | 1–1 (5-4 dtr) |               |
| Regione di Požega e della Slavonia      | Slavija Pleternica            | Papuk Velika     | 4–1 e 3–0     |               |
| Regione di Brod e della Posavina        | Marsonia 1909                 | Graničar Laze    | ?             |               |
| SUD                                     |                               |                  |               |               |
| Regione zaratina                        | Zara                          | Raštane          | ?             |               |
| Regione di Sebenico e Tenin             | Krka Lozovac                  | ?                | ?             |               |
| Regione spalatino-dalmata               | RNK Spalato                   | Dugopolje        | 1–1 (5-4 dtr) |               |
| Regione raguseo-narentana               | BŠK Zmaj Blato                | Neretva Metković | 3–1           |               |

### Riepilogo
| 1ª Divisione 1.HNL | 2ª Divisione 2.HNL | 3ª Divisione 3.HNL | 4ª Divisione 4.HNL | 5ª Divisione 1.ŽNL                                                                                  |
| --- | --- | --- | --- | --------------------------------------------------------------------------------------------------- |
| Ai sedicesimi: Cibalia Dinamo Zagabria Hajduk Spalato Inter Zaprešić Osijek Rijeka Sebenico Slaven Belupo Varaždin NK Zagabria Dal turno preliminare: Istria 1961 Karlovac RNK Spalato Zara | Ai sedicesimi: HAŠK 1903 Hrvatski Dragovoljac Pomorac Vinogradar Dal turno preliminare: Dugopolje Marsonia 1909 Međimurje Radnik Sesvete Rudeš | Ai sedicesimi: Konavljanin Čilipi Segesta Dal turno preliminare: Belišće BSK Bijelo Brdo BŠK Zmaj Blato Koprivnica Mladost Ždralovi Novalja Opatija Podravac Virje Slatina Slavija Pleternica Vrbovec | Dal turno preliminare: Fruškogorac Ilok Jadran Gunja Krka Lozovac Mladost Petrinja Moslavina Rudar Labin Strmec Bedenica | Dal turno preliminare: Dinamo Palovec Graničar Laze Plitvica Gojanec Radoboj Rudar 47 Donje Ladanje |
| non ammesse: | | | | |
| Lokomotiva Zagabria Lučko | Croatia Sesvete HNK Gorica Imotski Junak Sinj Mosor Žrnovnica Solin                                                                            | tutte le altre squadre | tutte le altre squadre                                                                                                   | tutte le altre squadre                                                                              |

### Calendario
| Turno                | Data                              | Numero gare | Squadre | Entrano in questo turno                                                |
| -------------------- | --------------------------------- | ----------- | ------- | ---------------------------------------------------------------------- |
| Turno preliminare    | 24 agosto 2011                    | 16          | 48 → 32 | Vincitrici delle 21 coppe regionali 11 finaliste delle coppe regionali |
| Sedicesimi di finale | 21 settembre 2011                 | 16          | 32 → 16 | Le migliori 16 del ranking                                             |
| Ottavi di finale     | 26 ottobre 2011                   | 8           | 16 → 8  | Nessuna                                                                |
| Quarti di finale     | 23 novembre 2011 30 novembre 2011 | 8           | 8 → 4   | Nessuna                                                                |
| Semifinali           | 4 aprile 2012 18 aprile 2012      | 4           | 4 → 2   | Nessuna                                                                |
| Finale               | 2 maggio 2012 16 maggio 2012      | 2           | 2 → 1   | Nessuna                                                                |

## Turno preliminare
Il sorteggio si è tenuto il 2 agosto 2011.
| Squadra 1           | Risultato             | Squadra 2              |
| ------------------- | --------------------- | ---------------------- |
| 23 e 24 agosto 2011 |                       |                        |
| Rudar Labin         | 5 – 1                 | Slavija Pleternica     |
| Marsonia 1909       | 1 – 2                 | RNK Spalato            |
| Zara                | 2 – 1                 | Dugopolje              |
| Slatina             | 2 – 3                 | Podravac Virje         |
| Mladost Petrinja    | 3 – 1                 | Novalja                |
| Belišće             | 2 – 2 (dts) (2-4 dtr) | Rudeš                  |
| Strmec Bedenica     | 0 – 1                 | Graničar Laze          |
| Vrbovec             | 2 – 0                 | Moslavina              |
| Krka Lozovac        | 1 – 2                 | BSK Bijelo Brdo        |
| Jadran Gunja        | 4 – 1                 | BŠK Zmaj Blato         |
| Plitvica Gojanec    | 2 – 3 (dts)           | Opatija                |
| Radnik Sesvete      | 3 – 0                 | Međimurje              |
| Radoboj             | 3 – 0                 | Koprivnica             |
| Fruškogorac Ilok    | 3 – 1                 | Rudar 47 Donje Ladanje |
| Karlovac            | 4 – 1                 | Dinamo Palovec         |
| Istria 1961         | 7 – 0                 | Mladost Ždralovi       |

## Sedicesimi di finale
Gli accoppiamenti vengono eseguiti automaticamente attraverso il ranking del momento (32ª–1ª, 31ª–2ª, 30ª–3ª, etc) e sono stati resi noti il 29 agosto 2011.. Curiosamente, il confronto fra Rudar Labin e Istria 1961 è il "remake" della finale della Kup Nogometnog saveza Županije Istarske (la coppa della regione istriana), disputata il 9 agosto 2011 e terminata con la vittoria dei secondi dopo i tiri di rigore.
| Squadra 1              | Risultato             | Squadra 2            |
| ---------------------- | --------------------- | -------------------- |
| 20 e 21 settembre 2011 |                       |                      |
| Jadran Gunja           | 1 – 5                 | Hajduk Spalato       |
| Radoboj                | 0 – 5                 | Dinamo Zagabria      |
| Podravac Virje         | 0 – 0 (dts) (2-4 dtr) | Varaždin             |
| Mladost Petrinja       | 0 – 7                 | NK Zagabria          |
| Fruškogorac Ilok       | 1 – 3                 | Cibalia              |
| Opatija                | 0 – 1                 | Osijek               |
| Graničar Laze          | 0 – 4                 | Slaven Belupo        |
| BSK Bijelo Brdo        | 1 – 2                 | Rijeka               |
| Vrbovec                | 0 – 1                 | Inter Zaprešić       |
| Rudar Labin            | 0 – 1                 | Istria 1961          |
| HAŠK 1903              | 2 – 1                 | Hrvatski Dragovoljac |
| Rudeš                  | 2 – 1                 | Pomorac              |
| Radnik Sesvete         | 2 – 0                 | Sebenico             |
| Vinogradar             | 1 – 0                 | Konavljanin Čilipi   |
| RNK Spalato            | 5 – 0                 | Segesta              |
| Zara                   | 1 – 1 (dts) (7-8 dtr) | Karlovac             |

## Ottavi di finale
Il sorteggio si è tenuto il 28 settembre 2011.
| Squadra 1            | Risultato   | Squadra 2       |
| -------------------- | ----------- | --------------- |
| 25 e 26 ottobre 2011 |             |                 |
| HAŠK 1903            | 0 – 4       | Dinamo Zagabria |
| Osijek               | 2 – 1       | Radnik Sesvete  |
| Varaždin             | 0 – 1 (dts) | Istria 1961     |
| NK Zagabria          | 2 – 1       | RNK Spalato     |
| Rijeka               | 1 – 0       | Inter Zaprešić  |
| Vinogradar           | 2 – 1       | Slaven Belupo   |
| Rudeš                | 0 – 1       | Cibalia         |
| Hajduk Spalato       | 3 – 2       | Karlovac        |

## Quarti di finale
Gli abbinamenti sono stati eseguiti tramite sorteggio il 28 ottobre 2011.

Le gare fra Dinamo Zagabria e Istria 1961 sono state rinviate a primavera per via degli impegni in UEFA Champions League 2011-2012 della Dinamo. Al momento della disputa delle gare, le condizioni meteorologiche a Zagabria erano pessime, quindi i due club si sono accordati per disputare la prima gara allo Stadio Aldo Drosina di Pola (con la Dinamo padrona di casa) e la seconda allo Stadio Maksimir (con la Dinamo come ospite) dato che, da regolamento, non era possibile l'inversione dei campi.
| Squadra 1       | Totale          | Squadra 2   | Andata     | Ritorno    |
| --------------- | --------------- | ----------- | ---------- | ---------- |
|                 |                 |             | 23.11.2011 | 30.11.2011 |
| Cibalia         | 3 – 2           | Vinogradar  | 2 – 1      | 1 – 1      |
| Hajduk Spalato  | 1 – 1 (4-5 dtr) | NK Zagabria | 1 – 0      | 0 – 1      |
| Rijeka          | 1 – 4           | Osijek      | 1 – 2      | 0 – 2      |
|                 |                 |             | 18.02.2012 | 07.03.2012 |
| Dinamo Zagabria | 2 – 2 (4-3 dtr) | Istria 1961 | 1 – 1      | 1 – 1      |

## Semifinali
| Squadra 1       | Totale | Squadra 2   | Andata     | Ritorno    |
| --------------- | ------ | ----------- | ---------- | ---------- |
|                 |        |             | 04.04.2012 | 18.04.2012 |
| Osijek          | 4 – 2  | Cibalia     | 3 – 0      | 1 – 2      |
| Dinamo Zagabria | 3 – 2  | NK Zagabria | 1 – 1      | 2 – 1      |

## Finale
| Squadra 1 | Totale | Squadra 2       | Andata     | Ritorno    |
| --------- | ------ | --------------- | ---------- | ---------- |
|           |        |                 | 02.05.2012 | 09.05.2012 |
| Osijek    | 1 – 3  | Dinamo Zagabria | 0 – 0      | 1 – 3      |

### Andata
| Osijek 2 maggio 2012, ore 19:00 UTC+2 | Osijek           | 0 – 0 referto | Dinamo Zagabria | Stadio Gradski vrt (8 000 spett.)\| Arbitro: \| Svilokos (Sisak) \| |
| Arbitro:                              | Svilokos (Sisak) |               |                 |                                                                     |

| Osijek | Dinamo |

|                 |    |                   |  |       |
|                 |    |                   |  |       |
| P               | 25 | Ivan Vargić       |  |       |
| D               | 2  | Branko Vrgoč      |  |       |
| D               | 13 | Marko Lešković    |  |       |
| D               | 15 | Ivan Ibriks       |  |       |
| D               | 24 | Ivo Smoje         |  |       |
| C               | 3  | Josip Lukačević   |  |       |
| C               | 4  | Hrvoje Kurtović   |  |       |
| C               | 10 | Antonio Perošević |  | 67’   |
| C               | 17 | Vedran Jugović    |  | 80’   |
| C               | 22 | Tomislav Šorša    |  |       |
| A               | 11 | Anton Maglica     |  | 90+1’ |
| A disposizione: |    |                   |  |       |
| C               | 21 | Zoran Kvržić      |  | 67’   |
| D               | 5  | Domagoj Pušić     |  | 80’   |
| C               | 20 | Nikša Petrović    |  | 90+1’ |
| Allenatore:     |    |                   |  |       |
| Stanko Mršić    |    |                   |  |       |

|                 |    |                  |  |     |
|                 |    |                  |  |     |
| P               | 30 | Ivan Kelava      |  |     |
| D               | 4  | Josip Šimunić    |  | 80’ |
| D               | 13 | Tonel            |  |     |
| D               | 19 | Josip Pivarić    |  |     |
| D               | 24 | Domagoj Vida     |  |     |
| C               | 7  | Jerko Leko       |  |     |
| C               | 8  | Mateo Kovačić    |  |     |
| C               | 10 | Sammir           |  | 86’ |
| C               | 11 | Ivan Tomečak     |  |     |
| C               | 16 | Milan Badelj     |  |     |
| A               | 99 | Ivan Krstanović  |  | 39’ |
| A disposizione: |    |                  |  |     |
| A               | 21 | Fatos Bećiraj    |  | 39’ |
| D               | 14 | Šime Vrsaljko    |  | 80’ |
| C               | 20 | Mehmed Alispahić |  | 86’ |
| Allenatore:     |    |                  |  |     |
| Ante Čačić      |    |                  |  |     |

### Ritorno
All'85' Ivan Kelava para un calcio di rigore a Josip Lukačević.
| Arbitro: | Bebek (Fiume) |

|                                    |           |                     |
| Kovačić 50’ Bećiraj 62’ Ibáñez 90’ | Marcatori | 68’ (aut.) Vrsaljko |

| Dinamo | Osijek |

|                 |    |                 |  |     |
|                 |    |                 |  |     |
| P               | 30 | Ivan Kelava     |  |     |
| D               | 13 | Tonel           |  |     |
| D               | 14 | Šime Vrsaljko   |  |     |
| D               | 19 | Josip Pivarić   |  |     |
| D               | 24 | Domagoj Vida    |  |     |
| C               | 5  | Adrián Calello  |  |     |
| C               | 7  | Jerko Leko      |  |     |
| C               | 8  | Mateo Kovačić   |  | 65’ |
| C               | 10 | Sammir          |  | 79’ |
| C               | 16 | Milan Badelj    |  |     |
| A               | 21 | Fatos Bećiraj   |  |     |
| A disposizione: |    |                 |  |     |
| C               | 23 | Nikola Pokrivač |  | 65’ |
| D               | 3  | Luis Ibáñez     |  | 79’ |
| Allenatore:     |    |                 |  |     |
| Ante Čačić      |    |                 |  |     |

|                 |    |                 |  |     |
|                 |    |                 |  |     |
| P               | 25 | Ivan Vargić     |  |     |
| D               | 2  | Branko Vrgoč    |  |     |
| D               | 13 | Marko Lešković  |  |     |
| D               | 15 | Ivan Ibriks     |  |     |
| D               | 24 | Ivo Smoje       |  |     |
| C               | 3  | Josip Lukačević |  |     |
| C               | 4  | Hrvoje Kurtović |  | 65’ |
| C               | 17 | Vedran Jugović  |  |     |
| C               | 21 | Zoran Kvržić    |  | 80’ |
| C               | 22 | Tomislav Šorša  |  | 65’ |
| A               | 11 | Anton Maglica   |  |     |
| A disposizione: |    |                 |  |     |
| D               | 5  | Domagoj Pušić   |  | 65’ |
| A               | 21 | Ivan Miličević  |  | 65’ |
| C               | 20 | Nikša Petrović  |  | 80’ |
| Allenatore:     |    |                 |  |     |
| Stanko Mršić    |    |                 |  |     |

## Marcatori
| Pos. | Giocatore       | Squadra         | Reti |
| ---- | --------------- | --------------- | ---- |
| 1    | Admir Alić      | Jadran Gunja    | 3    |
| 1    | Henri Belle     | Istria 1961     | 3    |
| 1    | Stjepan Kokot   | Karlovac        | 3    |
| 1    | Zoran Kvržić    | Osijek          | 3    |
| 1    | Anton Maglica   | Osijek          | 3    |
| 1    | Marijan Nikolić | BSK Bijelo Brdo | 3    |
| 1    | Ante Vukušić    | Hajduk Spalato  | 3    |
| 8    | 21 giocatori    | 21 giocatori    | 2    |